# 데이터통신
데이터 통신은 멀리 떨어진 컴퓨터 등 기기들를 통신 회선으로 연결하여 데이터를 주고 받는 것이다. 기업 재고 관리, 은행 온라인 뱅킹 등에서 쓰인다. 디지털 신호는 이산적인 신호로, 물리량을 유한의 숫자로 표현하는 것이다. 아날로그 신호를 디지털하기 위해서는 신호뿐만 아니라 시간에 대해서도 디지털화해야 한다. 이때 디지털 주파수 Hz는 아날로그 주파수와 구별해 사용한다.
예를 들면, 전화선을 사용할 경우에 3,200Hz의 아날로그 신호를 가지고 있지만, 3,200Hz의 디지털 신호는 갖고 있지 않다. 3200Hz의 디지털 신호는 1을 의미하는 5V와 0을 의미하는 0V가 1초 동안에 3,200번 반복하는 펄스(pulse)를 의미한다.
1) 비트 간격(Bit Interval)
하나의 단일 비트를 전송하는데 요구되는 시간으로써 비트율의 역수이다. 즉, 1/비트율이다. 
2) 비트율(Bit Rate)
1초 동안 전송되는 비트 수(bps: bit per second) 
문제) 디지털 신호가 2,000bps 의 비트율 비트 간격은 얼마인가?
비트간격: 1/ 비트율 = 1/2,000bps = 0.0005bps = 0.5 * 10^(-3) s = 0.5ℳs 
3) 비트간격과 비트율
주기 대신 비트 간격, 주파수 대신 비트율을 사용한다
4) 데이터 전송률의 한계
① 데이터 전송률의 세 요소
• 가역 대역폭
• 사용 가능한 신호 준위
• 채널의 품질(잡음의 정도) 
② 데이터 전송률을 계산하는 두 가지 이론적 수식
• 나이퀴스트 수식(Nyquist bit rate) : 잡음이 없는 채널에서 사용
• 샤논 수식(Shannon capacity) : 잡음이 있는 채널에서 사용 
5) 나이퀴스트 전송률(Nyquist bit rate) 과 사논 수식(Shannon capacity)
① 나이퀴스트 전송률(Nyquist bit rate)
• 잡음이 없는 채널의 경우 사용
• 대역폭은 채널의 대역폭, L은 데이터를 나타내는 데 사용한 신호 준위의 개수, 전송률은 초당 비트수라고 할 때
전송률 = 2 × 대역폭 × log2L
• 두 개의 신호 준위를 갖는 신호를 전송하는 3,000Hz의 대역폭을 갖는 무 잡음 채널이 있다. 최대 전송률은 다음과 같이 계산된다.
전송률 = 2 × 3,000Hz × log22 = 6,000bps
• 네 개의 신호 준위(각 준위는 2비트를 나타낸다)를 사용하는 신호를 위의 예제와 동일한 채널을 사용하여 보낸다고 하자. 최대 전송률은 다음과 같다.
전송률 = 2 × 3,000Hz × log24 = 12,000bps 
② 샤논 용량(Shannon capacity)
• 잡음이 있는 채널에서의 최대 전송률을 결정하는 수식이다.
• 대역폭은 채널의 대역폭, SNR은 신호에 대한 잡음 비율, 용량은 bps 단위의 채널 용량이라고 하면
용량 = 대역폭 × log2(1+SNR) 
• 신호 대 잡음의 비율 값이 거의 0인 잡음에 가까운 채널을 생각해보자. 잡음이 너무 강해서 신호가 약해진다. 이 채널에 대한 용량을 계산하면 다음과 같다.
C = 대역폭 × log2(1+SNR) = 대역폭 × log2(1+0) = 대역폭 × log2(1) = 대역폭 × 0 = 0 
채널의 용량은 0이다. 대역폭은 고려되지 않았다. 이 채널로는 어떤 데이터도 보낼 수 없다. 
• 일반 전화선의 이론적인 최고 데이터 전송률을 계산할 수 있다. 전화선은 일반적으로 3,000Hz(300Hz에서 3,300Hz)의 대역폭을 갖는다. 신호 대 잡음의 비율이 보통 3,162(35dB)이다. 이 채널에 대한 용량을 계산하면 다음과 같다. 
C = 대역폭 × log2(1+SNR) = 3,000 × log2(1+3,162) = 3,000 × 11.62 = 34,860bps 
이는 전화선의 최대 비트율이 34,860bps임을 의미한다.
. 크로스캐스팅